# Euproctis chlorozona
Euproctis chlorozona är en fjärilsart som beskrevs av Collenette 1951. Euproctis chlorozona ingår i släktet Euproctis och familjen tofsspinnare. Inga underarter finns listade i Catalogue of Life.